# Germán Conti
Germán Andrés Conti (Santa Fe, 3 juni 1994) is een Argentijns-Italiaans voetballer die doorgaans speelt als centrale verdediger. In januari 2024 verruilde hij Lokomotiv Moskou voor Racing Club.

## Clubcarrière
Conti speelde in de jeugdopleiding van Colón en maakte bij die club ook zijn debuut. Op 10 december 2013 werd met 1–0 verloren van Olimpo en Conti mocht in de basis beginnen. In de blessuretijd kreeg hij een rode kaart getoond van de scheidsrechter. Op 25 juli 2015 maakte hij zijn eerste doelpunt, toen hij na tweeëndertig minuten de score opende tegen River Plate. Uiteindelijk won River Plate het duel met 3–1 door treffers van Sebastián Driussi, Fernando Cavenaghi en Tabaré Viudez.
In de zomer van 2018 verkaste Conti voor circa drieënhalf miljoen euro naar Benfica, waar hij zijn handtekening zette onder een verbintenis voor de duur van vijf seizoenen. In januari 2020 werd Conti voor het restant van het kalenderjaar gehuurd door Atlas. Het jaar erop nam Bahia hem op huurbasis over. Na afloop van deze verhuurperiode bleef Conti in Brazilië, waar hij voor één seizoen verhuurd werd aan América-MG.
Na deze verhuurperiode liet Conti Benfica definitief achter zich, toen Lokomotiv Moskou hem transfervrij overnam. Medio 2023 keerde Conti op huurbasis terug bij Colón. De verdediger bleef daarna actief in Argentinië, omdat Racing Club hem overnam. Die club verhuurde hem in juli 2025 aan Gimnasia y Esgrima.

## Clubstatistieken
| Seizoen | Club                 | Competitie          | Competitie | Competitie | Beker | Beker | Internationaal | Internationaal | Totaal | Totaal |
| Seizoen | Club                 | Competitie          | Wed.       | Dlp.       | Wed.  | Dlp.  | Wed.           | Dlp.           | Wed.   | Dlp.   |
| ------- | -------------------- | ------------------- | ---------- | ---------- | ----- | ----- | -------------- | -------------- | ------ | ------ |
| 2013/14 | Colón                | Superliga Argentina | 10         | 0          | 0     | 0     | —              | —              | 10     | 0      |
| 2014    | Colón                | Superliga Argentina | 5          | 0          | 0     | 0     | —              | —              | 5      | 0      |
| 2015    | Colón                | Superliga Argentina | 31         | 1          | 1     | 0     | —              | —              | 32     | 1      |
| 2016    | Colón                | Superliga Argentina | 16         | 0          | 0     | 0     | —              | —              | 16     | 0      |
| 2016/17 | Colón                | Superliga Argentina | 28         | 2          | 1     | 0     | —              | —              | 29     | 2      |
| 2017/18 | Colón                | Superliga Argentina | 25         | 1          | 1     | 0     | 2              | 1              | 28     | 2      |
| 2018/19 | Benfica              | Primeira Liga       | 4          | 0          | 3     | 1     | 3              | 0              | 10     | 1      |
| 2019/20 | Benfica              | Primeira Liga       | 0          | 0          | 0     | 0     | 0              | 0              | 0      | 0      |
| 2019/20 | → Atlas              | Liga MX             | 7          | 0          | 2     | 1     | —              | —              | 9      | 1      |
| 2020/21 | → Atlas              | Liga MX             | 14         | 1          | 0     | 0     | —              | —              | 14     | 1      |
| 2021    | → Bahia              | Série A             | 35         | 0          | 5     | 1     | 5              | 0              | 45     | 1      |
| 2022    | → América-MG         | Série A             | 29         | 0          | 4     | 0     | 5              | 1              | 38     | 1      |
| 2022/23 | Lokomotiv Moskou     | Premjer-Liga        | 3          | 0          | 2     | 0     | —              | —              | 5      | 0      |
| 2023    | → Colón              | Superliga Argentina | 9          | 0          | 0     | 0     | —              | —              | 9      | 0      |
| 2024    | Racing Club          | Superliga Argentina | 10         | 0          | 0     | 0     | 3              | 0              | 13     | 0      |
| 2025    | Racing Club          | Superliga Argentina | 4          | 0          | 0     | 0     | 1              | 0              | 5      | 0      |
| 2025    | → Gimnasia y Esgrima | Superliga Argentina | 0          | 0          | 0     | 0     | —              | —              | 0      | 0      |
| Totaal  | Totaal               | Totaal              | 230        | 5          | 19    | 3     | 19             | 2              | 268    | 10     |

Bijgewerkt op 14 augustus 2025.

## Erelijst
| Primeira Liga | 1 | 2018/19 |